# Лемуан, Луи
Луи Лемуан (23 ноября, 1764, Сомюр — 23 января 1842, Париж) — французский военачальник, дивизионный генерал.

## Биография
Выходец из небогатой семьи горожан третьего сословия. В 1783 году, в 19 лет, записался в армию солдатом. Не будучи дворянином, не мог быть произведён в офицеры при Старом порядке, к началу революции был сержантом. Когда в 1791 году стали создаваться батальоны волонтёров для отправки на фронт, Лемуан был избран сперва капитаном, а затем и вторым полковником волонтёров Мена и Луары. Уже в 1792 году он стал полковником, отличился в сражениях при Жемаппе, при Неервиндене и при осаде Маастрихта, в 1793 году — бригадный генерал.
В 1794 году был ранен в боях с испанцами на Пиренеях. В 1795 году переведён в войска прославленного генерала Лазара Гоша и участвовал в отражении десанта роялистов с кораблей англичан на полуостров Киберон. В 1796 году Лемуан участвовал во французской экспедиции в Ирландию во главе с Гошем, которая оказалась неудачной из-за действий французского флота. В 1799—1800 годах сражался в Италии под началом Сен-Сира (будущего маршала) и Шампионне. По свидетельствам современников, генерал Лемуан отличался сильным и жёстким характером.
После переворота 18 брюмера, удалён Бонапартом из действующей армии, среди других «политически неблагонадёжных» генералов.
В 1809 году, во время войны с Австрией, назначен комендантом крепости Везель и оставался на этой должности до 1813 года. В 1813 году, после того как Наполеоновская армия понесла большие потери в России, был назначен командиром пехотной дивизии. В это же время вернулись на действительную службу другие талантливые, но неугодные Наполеону генералы — Дельма и Карно (а позже, во время Ста дней Наполеон вверил небольшой пехотный корпус даже знаменитому Лекурбу, которому категорически не доверял, опасаясь его былой дружбы с Моро). Во главе дивизии генерал Лемуан скоро оказался блокирован в крепости Магдебург, которую и оборонял до конца войны в составе корпуса генерала Лемаруа. Крепость прекратила вооружеённое сопротивление только после известия об отречении Наполеона (столько же продержались в Гамбурге маршал Даву и в Гюнингене генерал Барбанегр).
К моменту возвращения во Францию, Лемуан имел только степень кавалера ордена Почётного легиона, что было нонсенсом для боевого генерала, поэтому Людовик Восемнадцатый произвёл его в офицеры ордена, в рамках своей политики раздачи наград и должностей высшим офицерам наполеоновской армии. Однако во время Ста дней генерал Лемуан уверенно выбрал сторону Наполеона, и возглавил дивизию на Пиренеях, в войсках, прикрывавших Францию с юга, где также сражались готовые стоять до конца дивизионные генералы Клозель и Декан, и известные своей отвагой бригадные генералы братья Фоше.
Однако, после битвы при Ватерлоо, произошедшей на территории Бельгии, Наполеон отрёкся второй раз. Генерал Лемуан после этого вышел в отставку.
Долгое время генерал Лемуан поддерживал тесные дружеские отношения с генералом Жан Пьером Ожеро, братом маршала Франции. Согласно завещанию, генералы похоронены в одной могиле на парижском кладбище Пер-Лашез.
Имя генерала выбито на северной стене парижской Триумфальной Арки.

## Награды
Легионер ордена Почётного легиона (11 декабря 1811 года).
 Офицер ордена Почётного легиона (1 сентября 1814 года).